# Tommaso Mocenigo
Tommaso Mocenigo (1343-1423) fue dux de la República de Venecia desde 1414 hasta su muerte. 

## Biografía
Miembro de la familia Mocenigo, dirigió la flota cruzada en la expedición a Nicópolis en 1396 y también ganó batallas contra los genoveses durante la Guerra de Chioggia de 1378-1381.
Siendo embajador veneciano en Cremona, fue elegido dux (1414), tras haber sido previamente procurador de la basílica de San Marcos. Firmó la paz con el sultán turco Mehmed I, pero, al reanudarse las hostilidades, su flota derrotó a la de los otomanos en la batalla de Galípoli de 1416.
Durante su reinado, el patriarca de Aquilea Luis de Teck formó una alianza antiveneciana con el emperador Segismundo. Venecia, atacada a dos bandas, pudo lanzar una ofensiva que, en 1419-1420, conquistó al patriarcado aquiliano las ciudades de Udine, Cividale, Feltre, Belluno y la mayor parte de Friuli. La región de Cadore también se rindió espontáneamente. El tratado que siguió condujo a la paz con Hungría y a la anexión de las tierras del patriarcado a la República de Venecia.
Mocenigo fomentó enormemente el comercio, reconstruyó el palacio ducal y puso en marcha la biblioteca dogal. Murió tras una larga enfermedad en 1423. Fue enterrado en la basílica de San Juan y San Pablo, lugar tradicional de enterramiento de los dirigentes venecianos. 